# هانس كوخ (ضابط)
هانس كوش (بالألمانية: Hans Koch)‏ هو ضابط ألماني، ولد في 13 أغسطس 1912 في تانغرهوته في ألمانيا، وتوفي في 14 يوليو 1955 في غدانسك في بولندا.